# Campagne de vaccination contre la Covid-19 au Sénégal
Pour un article plus général, voir Pandémie de Covid-19 au Sénégal.
La Campagne de vaccination contre la Covid-19 Sénégal est lancée officiellement le mardi le 23 février 2021. Le ministre de la Santé et de l'action sociale, Abdoulaye Diouf Sarr, a reçu la première  à se faire vacciner.

## Critères de la première phase de vaccination
Etant donne que le Sénégal atteint une barre de 500 morts par la pandémie de la covid-19 et la deuxième vague de contamination qui s’annonçait le 15 janvier 2021.  Le gouvernement sénégalais ayant mis sur pied les mesures rudes afin d’éradiquer la maladie à savoir le confinement, le couvre-feu la pandémie ne faisait que s’étendre dans le pays. Pour ce fait, le Sénégal met en jeu leurs doubles stratégies en ce qui concerne le mode d’adoption du vaccin dans leur pays. Initialement l’organisation mondiale de la sante (OMS) avait proposé le COVAX mais le gouvernement sénégalais discutait en parallèle avec la chine pour obtenir leur vaccin Sinopharm afin de contre-carrer cette maladie dans étendu du territoire.

## Stratégies gouvernementales sur le vaccin de la pandémie à covid-19
Le ministre de la santé, Abdoulaye Diouf Sarr avait remis une stratégie de vaccination au président de la république sénégalais Macky Sall qui indique la chronologie de la vaccination. Sachant que la pandémie atteint des personnes du troisième âge, le ministre de la santé estime que la vaccination devrait commencer par des personnes âgées c’est-à-dire plus de 60 ans puis des personnes atteintes des maladies chroniques. Toujours dans la lutte contre la pandémie de la covid-19, le gouvernement sénégalais commande près 200 000 vaccins sinopharm pour sa population. Le docteur Annette Seck confirme que le Sénégal ne possède pas de chambre froide pour la conservation a près -80 degrés de ces différents vaccins